# Болотня (Дубровский район)
Болотня — деревня в Дубровском районе Брянской области, в составе Рябчинского сельского поселения. Расположена в 5 км к юго-западу от села Рябчи. Население — 16 человек (2010).

## История
Возникла в начале XX века; до 1924 входила в состав Салынской волости Брянского (с 1921 — Бежицкого) уезда, позднее в Дубровской волости, Дубровском районе (с 1929). Первоначально представляла собой два раздельных населённых пункта (деревня и одноимённый посёлок в 1 км к северо-западу от неё, также называемые соответственно Большая и Малая Болотня).
До 2005 года входила в Рябчинский сельсовет.